# Bolocera pannosa
Bolocera pannosa is een zeeanemonensoort uit de familie Actiniidae.
Bolocera pannosa is voor het eerst wetenschappelijk beschreven door McMurrich in 1893.